# 對多
對多是一款由日本獨立開發者asa開發的適用於安卓系統的移動型應用程式，其以僅用漢字交流的偽中國語作為靈感而設計，是匿名討論版。2024年12月上線。在受到華語世界廣泛報道後，見諸報端。